# Siedem Mórg
Siedem Mórg – osada leśna w Polsce położona w województwie mazowieckim, w powiecie garwolińskim, w gminie Garwolin.
W latach 1975–1998 miejscowość należała administracyjnie do województwa siedleckiego.